# Hammam Boughrara
Hammam Boughrara là một đô thị thuộc tỉnh Tlemcen, Algérie. Dân số thời điểm năm 2002 là 10.322 người.